# 福岡県道768号新田榎津線
福岡県道768号新田榎津線（ふくおかけんどう768ごう しんでんえのきづせん）は、福岡県大川市を通る一般県道である。

## 概要

### 路線データ
- 起点：福岡県大川市大字新田（福岡県道767号本町新田大川線交点、福岡県道769号新田西蒲池線起点）
- 終点：福岡県大川市大字榎津（東町交差点、福岡県道716号水田大川線上）

## 路線状況

### 重複区間
- 福岡県道769号新田西蒲池線（大川市大字新田）
- 福岡県道716号水田大川線（大川市大字津・堤町交差点 - 大川市大字榎津・東町交差点（終点））

## 地理

### 通過する自治体
- 大川市

### 交差する道路
| 交差する道路                                                       | 交差する場所 | 交差する場所          |
| ------------------------------------------------------------------ | ------------ | --------------------- |
| 福岡県道767号本町新田大川線 福岡県道769号新田西蒲池線 重複区間起点 | 大字新田     | 起点                  |
| 福岡県道769号新田西蒲池線 重複区間終点                             | 大字新田     |                       |
| 福岡県道・佐賀県道18号大牟田川副線                                 | 大字一木     | 一木交差点            |
| 有明海沿岸道路 福岡県道716号水田大川線 重複区間起点                | 大字津       | 堤町交差点 大川中央IC |
| 福岡県道716号水田大川線 重複区間終点                               | 大字榎津     | 東町交差点 / 終点     |

### 沿線
- 大川市立川口小学校